# Ploossche Plas
De Ploossche Plas is een binnenmeer in 's-Hertogenbosch, in de Nederlandse provincie Noord-Brabant, dat is ontstaan uit een zandafgraving. Het meer is in de jaren zestig en zeventig van de 20e eeuw gegraven ten behoeve van de bouw van de wijken De Haren, De Donk en De Reit in het stadsdeel Noord.
Het is een recreatieplas waar men kan wandelen. Het wandelpad heeft de naam De Diepte gekregen. De Ploossche Plas is te bereiken via de Manis Krijgsmanhof. Sinds 2009 is er een dierenpark geopend. Dit kan niet bezocht worden.